# ドミトリー・チェリシェフ
ドミートリー・ニコラーエヴィチ・チェリシェフ（ロシア語: Дмитрий Николаевич Черышев, ラテン文字表記: Dmitri Nikolayevich Cheryshev, 1969年5月11日- ）は、現ロシア・ニジニ・ノヴゴロド州ニジニ・ノヴゴロド出身の元同国代表サッカー選手、現サッカー指導者。現役時代のポジションはFW。息子はバレンシアCFに所属しているデニス・チェリシェフ。

## 経歴
1969年、現ロシア・ニジニ・ノヴゴロド州の州都ニジニ・ノヴゴロドで生まれた。FCトルペド・ゴーリキーのフットボールスクールでサッカーを始め、1987年にFCヒミク・ジェルジンスクでキャリアをスタートさせた。1988年、軍に徴兵され2年間準じた。1990年の復帰後はFCロコモティフ・ニジニ・ノヴゴロドで再スタートを切った。1993年、FCディナモ・モスクワへ移籍をした。1996シーズンではロシア・プレミアリーグで3位の17得点を挙げ活躍。同年11月、その活躍が認められてスペインのスポルティング・デ・ヒホンへ移籍をし、イゴール・レディアコフ、ユーリ・ニキフォロフらと共にプレーをした。ヒホンでは2001年まで在籍し47得点を挙げた。2003年、レアル・アランフエスCFにて現役生活にピリオドを打った。
2006-2010までは息子のデニスが所属するレアル・マドリードのユースでコーチとして働いた。2010年12月13日、FCシビル・ノヴォシビルスクのスポーツ・ディレクターに就任。2011年6月16日、故郷のクラブのFCヴォルガ・ニジニ・ノヴゴロドの監督に就任した。
2016年6月3日、FNLに降格したFCモルドヴィア・サランスクと2年間の契約を結んだことが発表された。

## 所属クラブ
- FCヒミク・ジェルジンスク 1987–1988
- FCロコモティフ・ニジニ・ノヴゴロド 1990–1992
- FCディナモ・モスクワ 1993–1996
- スポルティング・デ・ヒホン 1996–2001
- ブルゴスCF 2001-2002
- レアル・アランフエスCF 2002-2003

## 指導歴
- レアル・アランフエスCF（選手兼任監督） 2003
- レアル・マドリード（ユース） 2006-2010
- FCヴォルガ・ニジニ・ノヴゴロド 2011-2012
- FCゼニト-2・サンクトペテルブルク 2013-2014
- FCイルティシュ・パヴロダル 2014-2015
- セビージャFC（アシスタントコーチ） 2015-2016
- FCモルドヴィア・サランスク 2016-2017
- FKオリンピエツ・ニジニ・ノヴゴロド 2018-2019
- AFCエシルストゥーナ 2021
- FCサンタ・コロマ 2022-

## タイトル
ディナモ・モスクワ
- ロシア・カップ : 1995